# Anacaona
Anacaona, née en 1474 et morte en 1504, est une cacique taïno du caciquat du Xaragua sur l'île d'Ayiti, devenu par la suite l'île Hispaniola, laquelle portait le nom d'Haïti ou Bohio en langue taïno.
Elle succède à son frère Bohechio. Elle est pendue sur ordre du gouverneur espagnol Nicolás de Ovando.

## Biographie
Anacaona est née à Yaguana, la capitale de Xaragua (actuellement Léogâne, Haïti).
Son nom est dérivé des mots taïno « ana », qui signifie « fleur », et « caona », qui signifie « or, doré ». 
Son frère, Bohechío, est un chef local et a consolidé le pouvoir sur tous les territoires à l'ouest de Xaragua en 1475. 
En 1492, Christophe Colomb arrive dans le royaume de Marien, à la recherche d'une route directe vers les Indes. À son arrivée, il est accueilli par des Taïnos, qui sont beaucoup plus petits que les Espagnols. Il est accueilli avec de l'or, du maïs et d'autres ressources naturelles. En 1493, la couronne espagnole établit des colonies pour extraire ces minéraux. Les Tainos sont kidnappés, assassinés, violés et réduits en esclavage pour satisfaire les besoins de la couronne espagnole.
Après la mort de Bohecio en 1500, Anacoana règne jusqu'à son exécution.

## Arrestation et mort

Anacaona.

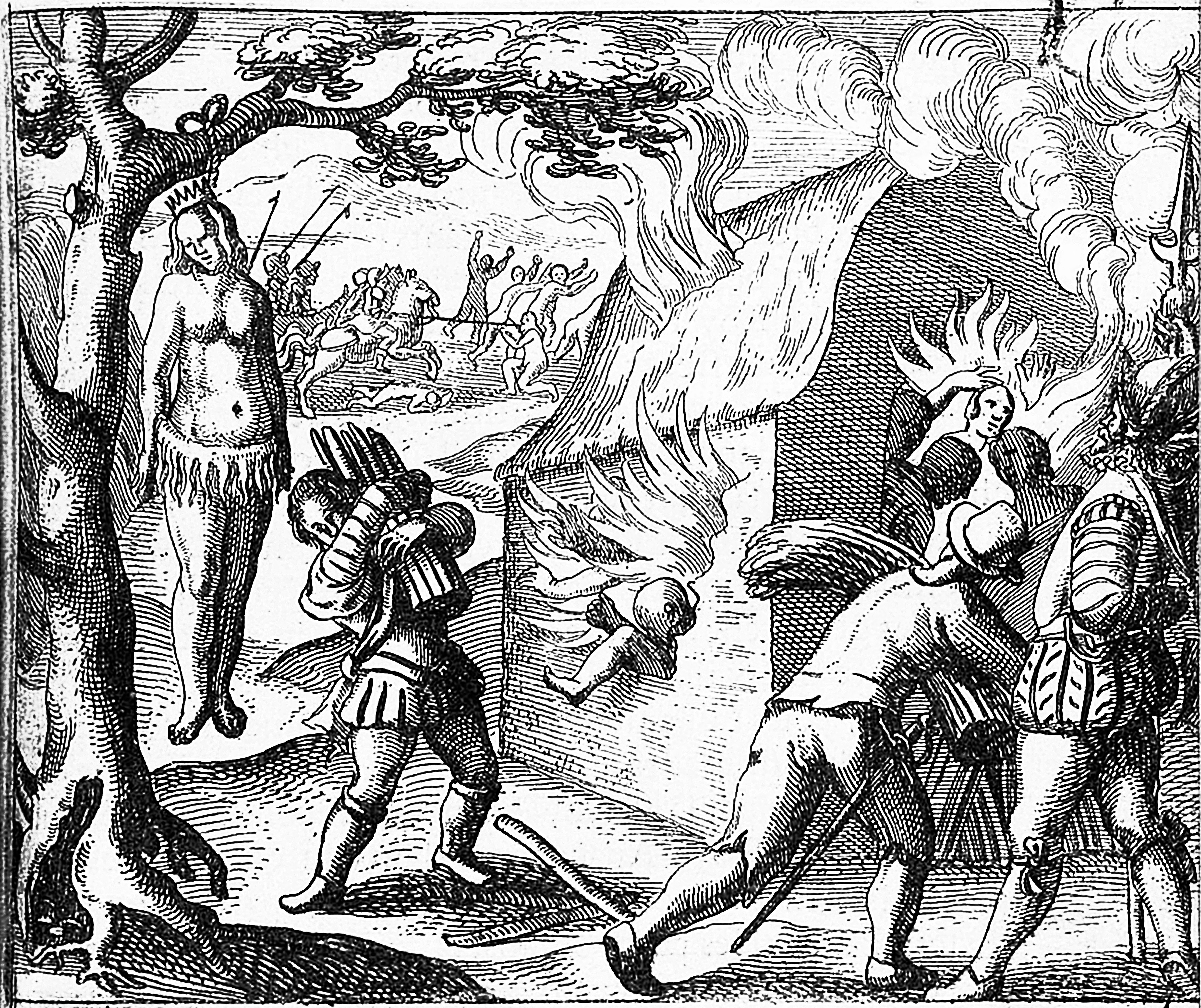
Le massacre de la reine Anacaona et de ses sujets. Gravure probablement de Joos van Winghe, publiée en 1598 dans la Brevísima relación de la destrucción de las Indias de Bartolomé de las Casas. Les Espagnols brûlent un bâtiment plein d'Amérindiens ; la noble amérindienne est pendue à un arbre. En arrière-plan, des Espagnols poursuivent à cheval les indigènes. Après une réception célébrant l'arrivée du gouverneur d'Hispaniola, Nicolás de Ovando, l'entourage de la reine Anacaona est brûlé vif. En déférence à son rang, elle fut pendue.

À l'automne 1503, le gouverneur colonial Nicolás de Ovando et son groupe de 300 personnes se rendent à pied à Xaragua. Ils sont reçus lors d'une cérémonie par Anacaona, ses nobles, et plusieurs chefs taïnos. 
Alors que les Taïnos présentent la réception comme un geste de bienvenue, les Espagnols présents l'interprètent comme une diversion visant à les piéger. La troupe d'Ovando pense qu'Anacoana et les chefs préparent une révolte. Ovando fait organiser une sorte de joute appelée jeu de cannes (es) pour attirer la curiosité des caciques, et profite de ce qu'ils s'y rassemblent pour donner le signal aux Espagnols de les saisir et de les ligoter,. Les caciques sont brûlés dans une hutte, tandis que d'autres Taïnos sont abattus à l'extérieur. Anacaona est arrêtée, transférée à Saint Domingue et pendue trois mois plus tard.
Selon l'historien Troy Floyd, les récits de ces événements restent incertains pour de nombreuses raisons. Même si les récits séparés donnent l'impression qu'il s'agit d'une lutte parfaitement séparée entre les Taïnos et les Espagnols, les deux groupes ont coexisté et se sont liés par des mariages mixtes pendant les six années précédentes.

## Influence
Anacaona est également poètesse et compositrice, et est par conséquent commémorée dans l'art et la littérature contemporains à travers les Caraïbes.  Une statue la commémorant se trouve à Léogane, à Haïti. 

### Littérature
Le récit de sa vie est repris sous forme romancée par l'écrivaine Paula Anacaona, dans l'ouvrage intitulé 1492, Anacaona l'insurgée des Caraïbes, publié en 2019, aux Éditions Anacoana
Elle apparaît également comme personnage dans le livre uchronique de Laurent Binet, "Civilisations", publié en 2019.

### Musique
- Anacaona -  Ansy and Yole Dérose
- Anacaona - Tite Curet Alonso
- Anacaona - Irka Mateo
- Anacaona - Cheo Feliciano
- Anacaona - Chabtan